# Ljubezen v Barceloni
Ljubezen v Barceloni (angleško Vicky Cristina Barcelona) je ameriški romantično komično-dramski film iz leta 2008, ki ga je režiral in zanj napisal scenarij Woody Allen. Zgodba se osredotoči na Američanki Vicky (Rebecca Hall) in Cristino (Scarlett Johansson), ki preživita poletje v Barceloni, kjer spoznata umetnika Juana Antonia (Javier Bardem), ki sta mu obe všeč, hkrati pa še vedno tudi njegova mentalno in čustveno nestabilna nekdanja žena María Elena (Penélope Cruz). Film so posneli v Španiji, v Barceloni, Avilésu in Oviedu, s čimer je četrti zaporedni Allenov film posnet izven ZDA. 
Film je bil premierno prikazan na Filmskem festivalu v Cannesu 2008. Nominiran je bil za štiri Zlate globuse, prejel je nagrado za najboljšo komedijo ali muzikal, nominirani pa so bili Bardem za najboljšo glavno moško vlogo, Hall za najboljšo glavno žensko vlogo in Cruz za najboljšo stranko žensko vlogo. Slednja je osvojila še nagradi oskar in BAFTA za najboljšo stranko žensko vlogo. Skupno je film prejel 25 nagrad izmed 56 nominacij.

## Vloge
- Javier Bardem kot Juan Antonio Gonzalo
- Penélope Cruz kot María Elena
- Scarlett Johansson kot Cristina
- Rebecca Hall kot Vicky
- Patricia Clarkson kot Judy Nash
- Kevin Dunn kot Mark Nash
- Chris Messina kot Doug
- Pablo Schreiber kot Ben
- Carrie Preston kot Sally
- Zak Orth kot Adam
- Julio Perillán kot Charles
- Christopher Evan Welch kot pripovedovalec